# John Bellenden

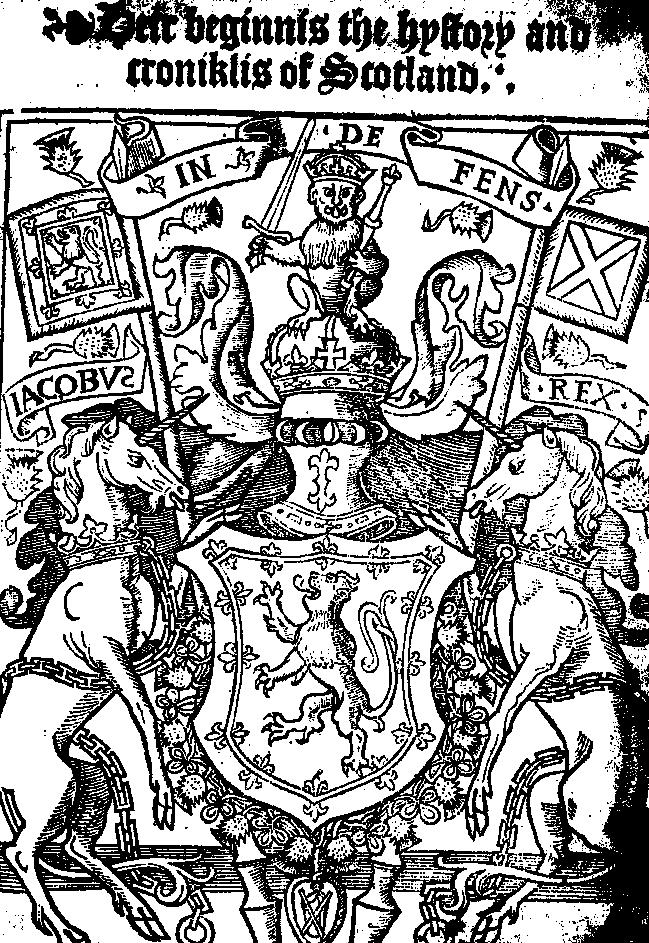
Portada de las Croniklis de Bellenden impresas en Edimburgo con el escudo de Jacobo V de Escocia

John Bellenden o Ballantyne de Moray fue un escritor, traductor e historiador escocés del siglo XVI.

## Biografía
Nació a finales del siglo XV en Haddington o Berwick, hijo de Patrick Bellenden de Auchnoule (o Auchnolyshill) (fallecido en 1514) y de Mariota Douglas, que servía a Jacobo V. Católico, se educó en la universidad de Saint Andrews y en París, donde obtuvo el grado de Doctor en Divinidad en la Sorbona. 
Vuelto a Escocia, trabajó como secretario de cuentas para el monarca Jacobo V de Escocia, y por petición expresa suya tradujo la Historia Gentis Scotorum de Hector Boece. Esta traducción, Croniklis de Escocia, es muy libre: añade gran cantidad de texto que no se halla en el original, por lo que puede considerarse casi como un nuevo trabajo. Curiosamente, en ella aparece la primera mención de Macbeth y las brujas. Fue publicado en 1536 en Edimburgo por Thomas Davidson. En 1533 tradujo también los primeros cinco libros de las Décadas de Tito Livio. Ambas obras siguen siendo los ejemplos más antiguos existentes de la prosa literaria en lengua escocesa. Para elaborarlos disfrutó del favor real y en recompensa fue nombrado archidiácono de Moray y canónigo de Ross en 1533. Tanto las Croniklis como los cinco libros de las Décadas de Tito Livio están precedidos por poemas: A Proheme to the Cosmographe, impreso separadamente con los títulos distintos de Vertue and Vyce y An Allegory of Virtue and Delyte. El otro poema es The Proheme of the History, pero no se imprimió hasta 1822.
En el reinado posterior Bellenden se vio envuelto en una agria controversia contra la iglesia protestante reformada y tuvo que exiliarse a Roma, donde murió, según una versión, hacia 1550, si bien otro autor afirma que aún vivía en 1587. Se ha supuesto que era el personaje del mismo nombre que durante un tiempo fue secretario de Archibald, conde de Angus.
La familia de John estaba bien situada. Su hermana, Katherine Bellenden, se ocupaba del vestuario real en la corte y trabajaba con Janet Douglas, esposa de David Lyndsay of the Mount, diplomático, poeta y dramaturgo. Y se casó con Adam Hopper, luego con Francis Bothwell y por último con el favorito real Oliver Sinclair. El hermano mayor de John, Thomas Bellenden de Auchnoule, fue un abogado y cortesano prominente